# Concrete Genie
Concrete Genie (en español Genio del Cemento) es un videojuego perteneciente al género de acción y aventura desarrollado por Pixelopus, un desarrollador que forma parte de SIE Worldwide Studios, para la PlayStation 4. El videojuego se anunció en el PlayStation Media Showcase de Sony en la Paris Games Week 2017 el 30 de octubre del año 2017 y se lanzó el 8 de octubre de 2019.

## Argumento
La historia tiene lugar en una pequeña ciudad llamada Denska, que ha sido abandonada y contaminada. Un joven llamado Ash garabatea regularmente en su cuaderno. Un grupo de matones roban el libro, arrancan las páginas y las esparcen por toda la ciudad. Ash realiza una búsqueda para recuperar sus páginas. A lo largo de esta búsqueda, descubre un pincel que puede dar vida a sus creaciones. Ash debe vencer a los matones y devolver la vida a su ciudad natal.

## Jugabilidad
El jugador controla a Ash y usa los controles de movimiento del DualShock 4 para crear paisajes en la ciudad de Denska. Estos paisajes se convierten en retratos vivos. La forma en que el jugador pinta criaturas y de qué color las pinta afectará a sus personalidades. Por ejemplo, la pintura roja otorgará a una criatura habilidades de respiración de fuego. Además del dibujo de estilo libre, hay un conjunto de rompecabezas centrales en el videojuego que el jugador tiene que resolver a través de sus obras de arte.
El jugador obtiene más acceso a Denska con el tiempo, pero al comienzo el jugador solo tiene acceso a un solo vecindario. A lo largo del mismo, los matones se moverán por la ciudad y harán que la obra muera. También pueden intimidar a Ash, por lo que el jugador debe evitar a los matones mientras atraviesa la ciudad. El jugador también puede arreglar la obra de arte arruinada.
El gerente de proyecto Brent Gocke declaró que el videojuego dura entre cinco y seis horas. El desarrollador actualmente está buscando un componente multijugador.

## Desarrollo
Pixelopus fue el desarrollador principal del videojuego. El director creativo, Dominic Robillard, dice que el videojuego está fuertemente inspirado en la Radio Jet Set de Sega, mientras que el concepto de pintar artes callejeras proviene de uno de los miembros del equipo, Ashwin Kumar, quien creció en un país arruinado, precisamente en la India. El videojuego no calificaría las creaciones de ningún jugador porque el equipo no quería juzgar la creación de los jugadores. Presenta un modo historia que trata temas como el acoso escolar. El videojuego se retrasó más tarde hasta fines del 2019, aunque Pixelopus confirmó que el videojuego se lanzará con un modo para los visores de la PlayStation VR.

## Recepción
Concrete Genie fue recibido positivamente tras su lanzamiento; tiene una puntuación de 75/100 en la página de opiniones Metacritic basado en 74 críticas, lo que indica críticas "generalmente favorables". Los elogios se dirigieron hacia su estilo visual, atmósfera, elementos temáticos y jugabilidad basada en el arte, mientras que las críticas se centraron en el nivel de dificultad y el combate fácil.

### Premios
| Año  | Premio                 | Categoría                            | Resultado | Referencia    |
| ---- | ---------------------- | ------------------------------------ | --------- | ------------- |
| 2019 | Gamescom               | Mejor juego de Acción-Aventura       | Nom       | [ 20 ] [ 21 ] |
| 2019 | Gamescom               | Mejor juego familiar                 | Ganador   | [ 20 ] [ 21 ] |
| 2019 | Gamescom               | Mejor juego de la Sony PlayStation 4 | Nom       | [ 20 ] [ 21 ] |
| 2019 | Golden Joystick Awards | PlayStation Game of the Year         | Nom       | [ 22 ]        |
| 2019 | The Game Awards 2019   | Games for Impact                     | Pendiente | [ 23 ]        |